# 永福寺 (下関市)
永福寺（えいふくじ）は、山口県下関市にある臨済宗南禅寺派の寺院である。

## 概要
- 山号は重関山。本尊は千手観音。長門三十三観音霊場第25番札所。
- 観世音菩薩の霊場として、この地の地名の由来にもなっていた。
- 毎年7月17日の縁日には、幽霊祭りが行われる。
- 山陽道、赤間関街道の起終点である。「一リ山　萩ヨリ十九里　安芸境小瀬川ヨリ三十六里」の記述が有馬喜惣太の作による御国廻御行程記1742年（寛保2年）に見られる。

## 略歴

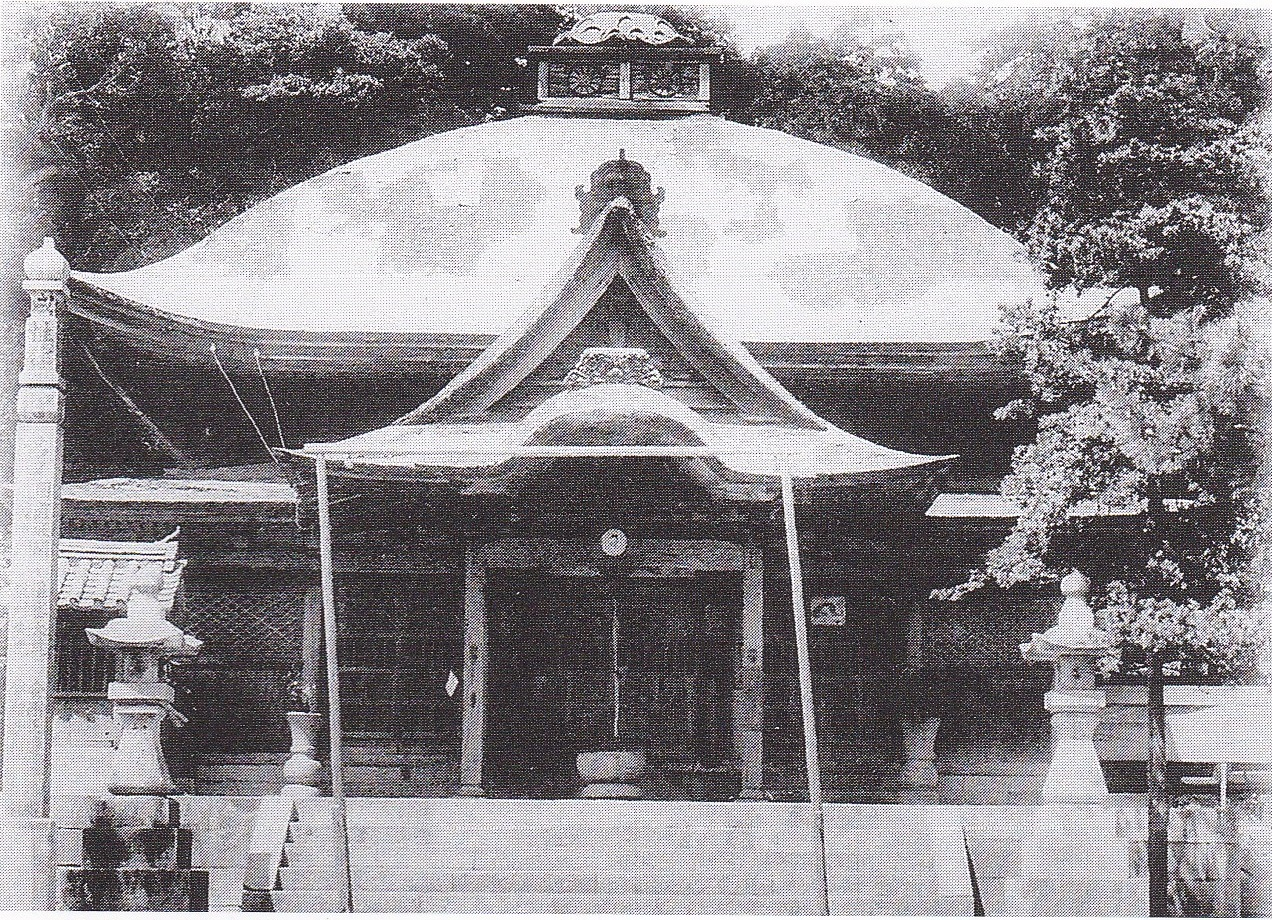
1945年の空襲で焼失した旧本堂

- 推古朝期（611年、推古19年）、百済の聖王（聖明王）の王子琳聖太子が来朝し、自身の護持仏である観世音菩薩を本尊として建立。
- 桂庵玄樹が京都歴参の後、住持となる。
- 1917年（大正6年）諸堂老朽化に伴い、元の地（現在のやまぎん史料館）より山手に移築。
- 旧本堂（観音堂）は正徳5年（1715年）の建築[1]。通称「馬関雛型の堂」と呼ばれた[2]。1903年（明治36年）に当時の古社寺保存法に基づき特別保護建造物（現行法の重要文化財に相当）に指定されていたが[3]、1945年（昭和20年）7月2日に空襲で焼失した[2]。